# Mansiska
Mansiska, mansi eller voguliska (mansiska: мāньси лāтыӈ) är ett språk som tillsammans med ungerska och chantiska utgör den ugriska språkgruppen inom den finsk-ugriska språkfamiljen. Språket har omkring 900 talare, i huvudsak i området kring floden Ob i västra Sibirien.
Ordet mansi tros ursprungligen ha haft betydelsen människa, vilket även tros vara en del av ursprunget till ungrarnas namn på sig själva (magyar). Benämningen voguliska tros härstamma från ryskan.
I början av 1900-talet skrevs språket med latinska bokstäver, men dessa kom senare av sovjetiska myndigheter att bli utbytta mot det kyrilliska alfabetet.
Tidningen Lūimā sēripos är en nyhetstidning på mansiska.